# Мисс Интернешнл 1989

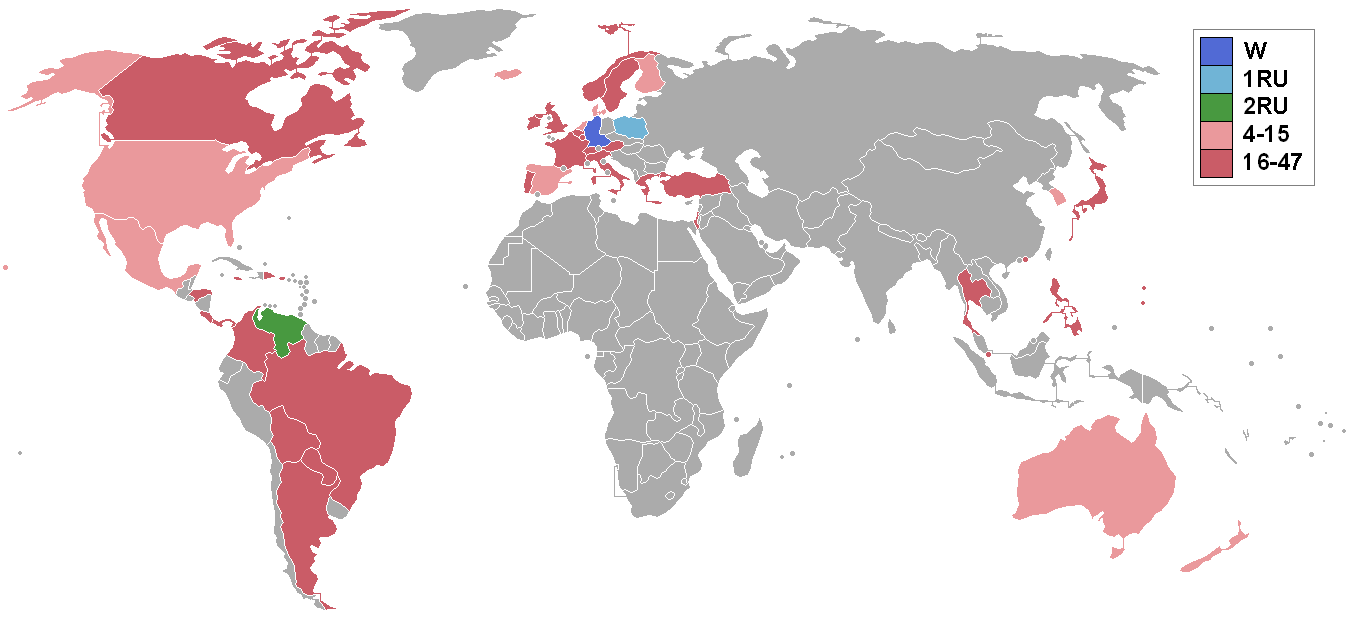
Страны-участницы Мисс Интернешнл

Мисс Интернешнл 1989 (англ. Miss International 1989) — 29-й международный конкурс красоты Мисс Интернешнл, проведённый 17 сентября 1989 года, в Канадзава (Япония), который выиграла Ирис Кляйн из Германии.

## Финальный результат
| Финальные результаты | Участница |
| -------------------- | --- |
| Мисс Интернешнл 1989 | - Германия — Ирис Кляйн |
| 1st runner-up        | - Польша — Анета Кренглицка |
| 2nd runner-up        | - Венесуэла — Каролина Оманья Трухилло |
| Полуфиналистки       | - Австралия — Джуди Мартель - Великобритания — Виктория Сузанна Лэйс - Дания — Мария Джозефина Хирсе - Финляндия — Минна Каарина Каиттила - Гавайи — Шерри Тейксейра - Нидерланды — Жизлейн Мидвелк - Исландия — Гудрун Ейхольфсдоттир - Республика Корея — Ким Хи-джунг - Мексика — Эрика Салум Ескаланте - Новая Зеландия — Рошель Бойл - Испания — Мерседес Мартин Миер - США — Дебора Ли Хасти |

## Специальные награды
| Награда                    | Участницы                         |
| -------------------------- | --------------------------------- |
| Лучший национальный костюм | - Республика Корея — Ким Хи-джунг |
| Мисс Дружба                | - Филиппины — Лилия Анданар       |
| Мисс Фотогеничность        | - Гавайи — Шерри Тейксейра        |

## Участницы
| - Аргентина — Марсела Лаура Бонеси - Австралия — Джуди Мортел - Австрия — Беттина Бергхольд (Universe 89) - Бельгия — Виолетта Блазечцак (Queen of the Year '96) - Боливия — Катерина Ривера Вака - Бразилия — Ана Паула Оттани - Канада — Линда Мари Фаррелл - Колумбия — Клели Александра Абланг Морено - Коста-Рика — Мария Антониета Саенс Варгас (World 89) - Дания — Мария Жозефина Хирсе (Universe 93) - Доминиканская Республика — Эльбанита Моралес де ла Роса - Финляндия — Минна Каарина Киттила - Франция — Дороти Ламберт - Германия — Айрис Кляйн - Великобритания — Виктория Сьюзанна Лэйс (Universe 89) - Греция — Эммануела Евдориду - Гуам — Дженис Аннитт Сантос (Universe 89) - Гавайи — Шерри Джоан Тейшейра - Нидерланды — Гислейн Ниволд - Гондурас — Синтия Завала - Гонконг — Донна Чу Кит-Йи - Исландия — Гудрун Ейжолфсдоттир - Ирландия — Луис Роз Келли - Израиль — Лимор Фишел | - Италия — Барбара Таркки - Ямайка — Лосейлиа Стефенсон - Япония — Тамаэ Огура - Республика Корея — Ким Хи-жунг - Люксембург — Николь Шальц - Мексика — Эрика Салум Ескаланте - Новая Зеландия — Рошель Бойл - Северные Марианские Острова — Тереза Вамар - Норвегия — Хейд Олсен - Панама — Джения Мэйл Ненцен - Парагвай — Альба Мария Кордеро Ривалс (World 90) - Филиппины — Лилия Элоиза Марфори Анданар - Польша — Анета Кренглицка (winner World 89) - Португалия — Елена Кристина да Силва Тейшейра - Пуэрто-Рико — Мишель Котто - Сингапур — Памела Курт Ха Чи - Испания — Мерседес Мартин Миер - Швеция — Изабель Соелманн - Швейцария — Франсуаза Беззола - Таиланд — Маюри Чайо - Турция — Есра Акар - США — Дебора Ли Хасти - Венесуэла — Беатрис Каролина Омана Трухильо |